# Mictochroa triangularis
Mictochroa triangularis är en fjärilsart som beskrevs av William Schaus 1904. Mictochroa triangularis ingår i släktet Mictochroa och familjen nattflyn. Inga underarter finns listade i Catalogue of Life.